# Psammitis sibiricus
Psammitis sibiricus is een spinnensoort uit de familie van de krabspinnen (Thomisidae).
De wetenschappelijke naam van de soort werd in 1908 als Xysticus sibiricus gepubliceerd door Władysław Kulczyński.